# Truljalia prolongata
Truljalia prolongata är en insektsart som beskrevs av Wang, Yin och Patrick C.Y. Woo 1992. Truljalia prolongata ingår i släktet Truljalia och familjen syrsor. Inga underarter finns listade i Catalogue of Life.